# Амано Йосітака
Амано Йошітака (яп. 天野喜孝/Yoshitaka Amano) — відомий японський художник-аніматор, режисер та сценарист, актор. Народився 28 липня 1952-го року. Працює з такими напрямками, як: фантастика, фентезі, мультфільм. Відомий своїми ілюстраціями до «Vampire Hunter D», «Яйце Янгола» і створенням дизайну персонажів, ілюстрацій та логотипів до серії відеоігор «Final Fantasy». Усього робіт 10, з 1973-го по 2014-го року.

### Ілюстрації
- Genji
- Rampo
- Vampire Hunter D
- Guin Saga
- The Sandman: The Dream Hunters
- The Heroic Legend of Arslan
- Sohryuden: Legend of the Dragon Kings
- Elektra and Wolverine: The Redeemer
- Yoshitaka Amano: The Sky (колекція ілюстрацій із серії Final Fantasy)
- Galneryus

### Ігри
| Назва                     | Дата випуску | Платформа                            | Роль                                                |
| ------------------------- | ------------ | ------------------------------------ | --------------------------------------------------- |
| Final Fantasy I           | 1987         | NES                                  | Дизайнер персонажів, логотипу, графіки, карти світу |
| Final Fantasy II          | 1988         | NES                                  | Дизайнер персонажів, логотипу, графіки, карти світу |
| First Queen               | 1988         | PC98 & X68000                        | Дизайн обкладинки                                   |
| Duel                      | 1989         | PC88                                 | Дизайн обкладинки                                   |
| Duel98                    | 1989         | PC98                                 | Дизайн обкладинки                                   |
| Final Fantasy III         | 1990         | NES                                  | Дизайнер персонажів, логотипу, графіки, карти мвіту |
| First Queen 2             | 1990         | PC98 & X68000                        | Дизайн обкладинки                                   |
| Final Fantasy IV          | 1991         | SNES                                 | Дизайнер персонажів, логотипу, графіки, карти світу |
| Final Fantasy V           | 1992         | SNES                                 | Дизайнер персонажів, логотипу, графіки, карти світу |
| Kawanakajima Ibunroku     | 1992         | PC98                                 | Дизайн обкладинки                                   |
| First Queen 3             | 1993         | PC98                                 | Дизайн обкладинки                                   |
| Final Fantasy VI          | 1994         | SNES                                 | Дизайнер персонажів, логотипу, графіки, карти світу |
| Front Mission             | 1995         | SNES                                 | Дизайнер персонажів                                 |
| Maten Densetsu            | 1995         | SNES                                 | Дизайнер персонажів                                 |
| Front Mission: Gun Hazard | 1996         | SNES                                 | Дизайнер персонажів                                 |
| Final Fantasy VII         | 1997         | PlayStation                          | Дизайнер логотипу, карти світу                      |
| Kartia: World of Fate     | 1998         | PlayStation                          | Дизайнер графіки                                    |
| Final Fantasy VIII        | 1999         | PlayStation                          | Дизайнер логотипу, карти мвіту                      |
| Final Fantasy IX          | 2000         | PlayStation                          | Дизайнер персонажів, карти світу                    |
| l Dorado Gate Vol. 1 to 7 | 2000—2001    | Sega Dreamcast                       | Художній керівник                                   |
| Final Fantasy X           | 2001         | PlayStation 2                        | Дизайнер персонажів, логотипу, графіки              |
| Final Fantasy X-2         | 2001         | PlayStation 2                        | Дизайнер логотипу і графіки                         |
| Final Fantasy XI          | 2002         | MS Windows, PlayStation 2 & Xbox 360 | Дизайнер логотипу і графіки                         |
| Final Fantasy XII         | 2006         | PlayStation 2                        | Дизайнер логотипу і графіки                         |
| Final Fantasy XIII        | 2009         | PlayStation 3                        | Дизайнер логотипу                                   |
| Final Fantasy XIV         | 2010         | Windows                              | Дизайнер логотипу                                   |
| Final Fantasy Type-0      | 2011         | PlayStation Portable                 | Дизайнер логотипу                                   |
| Final Fantasy XV          | ?            | PlayStation 4 Xbox One               | Дизайнер логотипу і графіки                         |

### Аніме
- Kagaku Ninja Tai Gatchaman (1972)
- Genesis Climber Mospeada (1983)
- Okawari Boy Starzan-S (1984)
- Sei Jūshi Bismarck (1984)
- Tekkaman The Space Knight (1984)
- Tenshi no Tamago (1985)
- Amon Saga (1986)
- Casshan OVA (1993)
- Time Bokkan

### Фільмографія
- Готель «Нова троянда» (1998)